# أميسبوري
أميسبوري (ماساتشوستس) (بالإنجليزية: Amesbury, Massachusetts) هي مدينة تقع في الولايات المتحدة في مقاطعة إسكس. يقدر عدد سكانها بـ 16,283 نسمة ومساحتها 35.5 كم2 وترتفع عن سطح البحر 15 متر.

## معرض صور

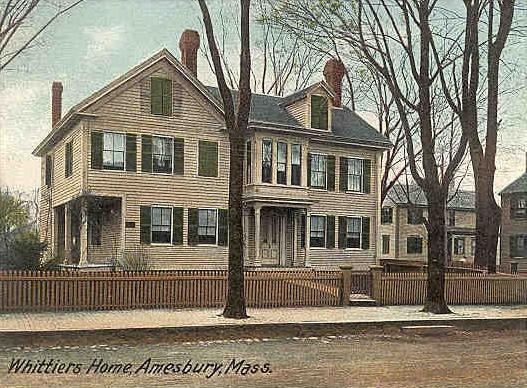
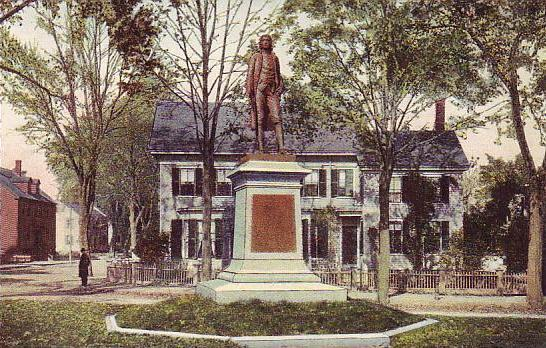
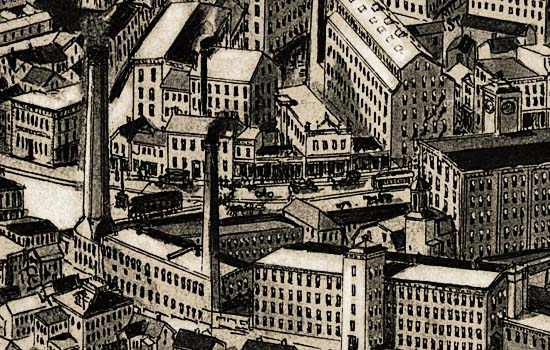
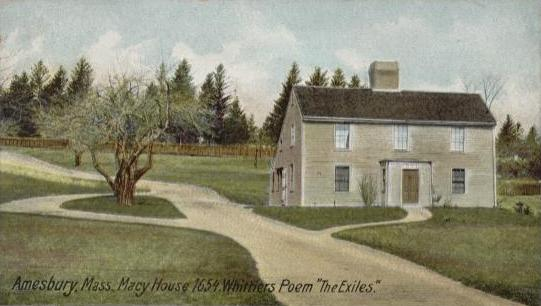

## أعلام
- ناثانيل كورير
- جيمي بانون
- جيفري دونوفان
- تشارلز هارولد ديفيس
- جيمس أوغيلفي
- تشارلز فيش
- برايان ليس
- دون ماثيوز
- ليون شاغنون
- توم سوتون